# Almogàvers

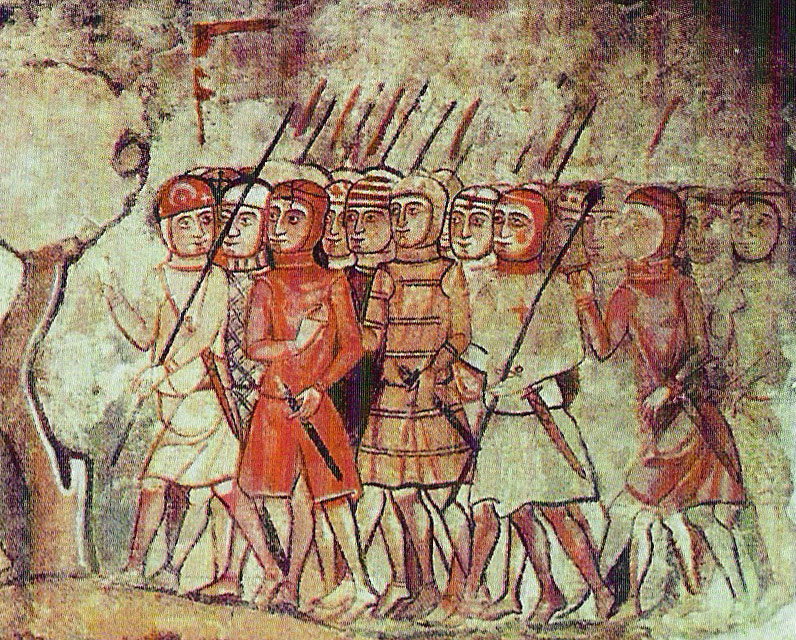
Almogàvers bei der Eroberung von Mallorca, Darstellung aus dem 14. Jhd.

Almogàvers, von Arabisch Al-Mugavari für Kundschafter abgeleitet, war der Name einer Truppe von aragonesischen Soldaten, die in der Reconquista bekannt wurden, und in Italien und der Levante im 13. und 14. Jahrhundert häufig als Söldner eingesetzt wurden.

## Geschichte
Die Almogàvers kamen ursprünglich aus den Pyrenäen und wurden in späterer Zeit vor allem in Aragon und Katalonien rekrutiert. Sie waren Grenzbewohner und Fußsoldaten ohne Rüstung, in Felle gekleidet, trugen Schuhe mit gestanzten Löchern (Abarcas) und die gleichen Waffen wie die römischen Legionäre: zwei schwere Wurfspieße (Katalanisch Atzagaia, Spanisch Azagaya, das römische Pilum), ein Kurzschwert und einen Schild.
Sie waren Söldner und dienten dem König, dem Adel, der Kirche oder den Städten. Als Peter III. von Aragon nach der Sizilianischen Vesper vom 30. März 1282 gegen Karl I. von Anjou um den Besitz von Neapel und Sizilien in den Krieg zog, bildeten die Almogàvers den wirksamsten Teil seiner Armee. Ihre Disziplin und Wildheit, die Kraft, mit der sie ihre Speere schleuderten, machten sie zu einem beeindruckenden Gegner für die schwere Kavallerie der angevinischen Armeen.
1302 endete der Krieg in Süditalien mit dem Frieden von Caltabellotta. Die Almogàvers folgten nun Roger de Flor, einem ausgestoßenen Templer, traten in die Katalanische Kompanie und den Dienst beim byzantinischen Kaiser Andronikos II. ein, um wie Condottieri gegen die Türken zu kämpfen.
Ihr Feldzug in Kleinasien 1303 und 1304 war eine Serie von Siegen, aber ihre Habgier und ihre Gewalttätigkeit machte sie für die christliche Bevölkerung unannehmbar. Als Roger de Flor von seinem griechischen Auftraggeber ermordet wurde, wandten sie sich gegen den Kaiser, und plünderten von Gallipoli aus die Umgebung von Konstantinopel.
1310 lud sie Walter V. von Brienne ins Herzogtum Athen ein. Walter wurde im März 1311 in der Schlacht am Kephissos (oder Orchomenos) in Böotien geschlagen und mit seinen Rittern getötet. Daraufhin ergriffen die Almogàvers die Herrschaft, verlosten die Frauen und den Besitz der Franzosen unter sich und ernannten einen Prinzen aus Rosselló zum Herzog.
Die Gründung des katalanischen Herzogtums Athen war der Höhepunkt der Taten der Almogàvers. Im 16. Jahrhundert starb der Name aus, wurde aber für kurze Zeit im Bürgerkrieg zur Zeit König Ferdinands VII. von Spanien als Beiname einer der Kriegsparteien wieder aufgebracht.

## Sonstiges
Der Comic Héctor, adalid de los almogávares mit Texten von Fernando M. Sesén und Zeichnungen von Chiqui de la Fuente bezieht sich auf die Geschichte der Almogàvers.